# Greenbeltfestivalen
Greenbeltfestivalen är en festival för konst, tro och rättvisa som årligen hålls i England sedan 1974. Den har under en följd av år hållits på Cheltenham Racecourse i Gloucestershire. 2014 hölls festivalen på Boughton House i Northamptonshire. Greenbelt har vuxit från en evangelisk kristen musikfestival med en publik på 1 500 ungdomar till sin nuvarande form, en mer inkluderande festival med cirka 20 000 deltagare, inklusive kristna och de från andra religioner. Den svenska Frizonfestivalen har tagit efter detta.
Festivalen lockar regelbundet de största namnen inom kristen musik och många vanliga musiker. De som har spelat på festivalen tidigare är både nya och etablerade musiker, som mest spelar rock, folkmusik och popmusik. Den här listan omfattar Alarm, U2, Moby, Pussy Riot, Cliff Richard, Bruce Cockburn, Ed Sheeran, Martyn Joseph, Steve Taylor, Daniel Amos, Phatfish, Servant, Midnight Oil, Michael Franti and Spearhead, Over Rhen, Iona, Amy Grant, Miles Cain, Lamb, Kevin Max, Lambchop, Goldie, Jamelia, After the Fire, Larry Norman, Randy Stonehill, Asian Dub Foundation, The Polyphonic Spree, Aqualung, Dum Dums, The Proclaimers, Daniel Bedingfield, Eden Burning, Duke Special, Why ?, Athlete, Sixpence, None the Richer.
Greenbelt är också en plats för undervisning och diskussion om (men inte uteslutande inom) den kristna tron. Den har lockat många kristna talare, som Rowan Williams (den tidigare ärkebiskopen av Canterbury) som för närvarande är festivalens beskyddare. Men festivalen välkomnar också alla som arrangörerna tror 'talar för rättvisa' och har nyligen fått Anita Roddick, Peter Tatchell, Bill Drummond och Billy Bragg att dela med sig av sina tankar.

## Historia
Den första festivalen hölls 1974 på Prospect Farm i Charsfield, Suffolk.
Under 1980-talet breddades festivalen till att bli mer internationellt inriktad. Bland viktiga nya röster som hördes på festivalen under denna period var den nicaraguanske ministern Gustavo Parajon, den sydafrikanska antiapartheidaktivisten Caesar Molebatsi och Elias Chacour, en palestinsk melkitisk präst från Nasaret. Sedan, på 1990-talet, när den evangeliska musikaliska subkulturen sakta torkade ut, breddades och stärktes Greenbelts hjärta och sinne ännu mer. Konstnärer var inte bara inbjudna för att de var troende eller hade en avlägsen släkting som var kyrkobesökare, utan för att deras vision var biblisk  global rättvisa (Bob Geldof) eller de engagerade sig i politiken, (Midnight Oil), eller helt enkelt drevs av en gudomlig känsla av förundran (Waterboys).
År 2014 flyttade Greenbelt till Boughton House, Northamptonshire, på grund av den planerade ombyggnaden av Cheltenham Racecourse, liksom att en del av platsen  hade blivit oanvändbar, när ett oväder under festivalen 2012 orsakade översvämningar på delar av galoppbanan. Efter flytten fick festivalen färre besökare, och därmed fick den sämre ekonomi.
Greenbelt lyckades ta sig ur sina ekonomiska svårigheter i början av 2000-talet, med en allt större publik på festivalerna i  Cheltenham. Idag har Greenbelt en publik som kan jämföras i antal med vad det var under "glansdagarna" i början av 1980-talet, och även om det finns en konstant spänning mellan dess trosbaserade ursprung och en mer utforskande attityd för att engagera sig i världen, är festivalens perspektiv fortfarande en rotad i den kristna traditionen och den ska dra till sig kristna musikälskare.
På senare tid har Greenbelt blivit starkt involverat i kampanjer för rättvis handel med sina länkar till NGO Christian Aid. Festivalen var en av de viktigaste katalysatorerna för den enorma Jubilee 2000-rörelsen. Greenbelt är också en kristen utställning för scenkonst, bildkonst och alternativ tillbedjan.
År 2020 ställdes festivalen in gå grund av Coronaviruspandemin 2019–2021.

## Organisation
Greenbelt är en registrerad välgörenhetsorganisation och ingår i Companies House. Det sköts av en styrelse som är ansvarig för dess verksamhet. Ett litet personalteam kompletteras av en stor bas volontärer och ett antal underleverantörer.

## Reaktioner på festivalen
Upplevelserna kan vara gynnsamma bland de initierade eller ganska negativa. Guardian skickade Jessica Reed, en självutnämnd ateist, för att undersöka. Hon förväntade sig att hon skulle utestängas från början, men hon mjuknade så mycket att hon erkände att hon blev nästan "ganska tolerant mot" postevangelisation"", men när hon till slut upptäckte att evangelisationen "lurade under ytan" gick hon därifrån.
En rapport från Huffington Post sade: "Progressiv politik, musik och religion kombineras för att ordna en festival där folket mycket trevligt". [13] Blandningen av kristna, miljökampanjer, muslimska präster och ateister gör detta till en berusande blandning, "The 700 Club at play it ain't."